# Журавльов Дмитро Володимирович
Журавльов Дмитро Володимирович (нар. 19.11.1968 р. м. Запоріжжя) — український державний діяч, правознавець, науковець, доктор юридичних наук, професор, Заслужений юрист України.

## Життєпис

### Освіта.
1996 рік — Національна юридична академія ім. Ярослава Мудрого, правознавство.
2003 рік — Запорізький юридичний інститут МВС України, правознавство-магістратура.
Науковий ступінь:   Доктор юридичних наук.
Вчене звання, Професор.

### Інші відзнаки.
- Подяка Прем'єр-міністра України,
- Грамота Верховної Ради України.
- Грамота комітету Верховної Ради України з питань екологічної політики, природокористування та ліквідації Чорнобильської катастрофи;
- Почесна грамота Міністерства Юстиції України;
- Відзнака «За заслуги І ступеня» Союзу юристів України;
- Лауреат Всеукраїнського конкурсу на краще професійне досягнення «Юрист року» в номінації «Нотаріус» (2000).
- Вища відзнака Української Нотаріальної Палати «Золотий параграф».
- Почесна відзнака Української нотаріальної палати «За заслуги».

### Трудова діяльність
1986 р. — 1988 р. — строкова служба в лавах збройних сил;
1989 р. —  Арматурно-механічний завод Виробничого об'єднання «Запоріжзалізобетон», токар;
1989 р. — 1991 р.  – на громадський роботі;
1991 р. — 1993 р. — Акціонерне товариство "Корпорація «Хортиця», начальник інформаційно-довідкового відділу, начальник юридичного відділу;
1993 р. — 1995 р. –  ЗРМК «Славутич», начальник договірно-правового відділу;
1995 р. — 1996 р. — помічник нотаріуса
1996 р. — 1997 р. — Управлінні юстиції Дніпропетровської області, стажист нотаріуса;
1997 р. — 2010 р. — приватний нотаріус Запорізького міського нотаріального округу;
2003 р. — 2009 р.  –  доцент кафедри цивільноправових дисциплін Запорізького юридичного інституту МВС України (за сумісництвом);
2010 р. — 2011 р.  – Міністерство юстиції України, заступник директора департаменту нотаріату та фінансового моніторингу;
2011 р. — 2013 р. — Міністерство юстиції України, заступник директора департаменту-начальник управління нотаріату та фінансового моніторингу Департаменту нотаріату, банкрутства та функціонування центрального засвідчувального органу;
З2013 р. — 2014 р. — Міністерство юстиції України, начальник управління функціонування Центрального засвідчувального органу;
2014 р. — 2015 р. –  Професор кафедри цивільного, господарського та кримінального права Вищого навчального закладу Відкритий міжнародний університет розвитку людини «Україна»;
2015 р. — 2020 р. — Перший заступник директора Інституту права та післядипломної освіти Міністерства юстиції України;
З 2020 — Заступник Керівника Департаменту з питань громадянства, помилування, державних нагород-керівник управління з питань помилування Офісу Президента України

### Публічна діяльність.
В період з 1990 року по 1998 рік двічі обирався депутатом Заводської районної ради м. Запоріжжя, очолював постійну депутатську комісію по законності та правопорядку.
У 2002 році був членом Окружної виборчої комісії м. Запоріжжя.
З 2014 року входив до складу Громадської ради контролю при Державній фіскальній службі України, та до складу ради громадського контролю Державної служби геокадастру.
У 2021 році балотувався на посаду Судді Конституційного суду.
Журавльов Д. В., є учасником експертної групи по розробці методики аудиту Національного антикорупційного бюро України, брав участь у роботі експертної групи щодо доопрацювання законопроєкт Про антикорупційний суд України.
Має досвід законотворчої роботи. Входить до складу Центру дослідження проблем адміністративної юстиції Національної академії правових наук України. Був секретарем Вищої кваліфікаційної комісії нотаріату міністерства юстиції України.
Є розробником Законопроєкт щодо визначення понять «політична корупція», є розробником та автором методично-практичних посібників для практикуючих юристів, співавтором науково-практичних коментарів до Цивільного кодексу України, Кодексу законів про працю, Кримінального та кримінально процесуального кодексів України.
Розробник та впроваджувач законопроєкт щодо реформи системи реєстрації речових прав на нерухоме майно та реформування нотаріату. Розробник законопроєкт «Про електронний цифровий підпис», «Про електронні довірчі послуги».
Очолював науково-експертну раду при Підкомітеті Верховної Ради України з питань запобігання та протидії політичної корупції.
Входив до складу спеціалізованих вчених рад по захисту дисертацій на здобуття вченого звання доктора (кандидата) юридичних наук ВНЗ Міжнародний університет розвитку людини «Україна» та КНУ ім. Т.Шевченка.
Під його науковим керівництвом захищено 19 дисертацій на здобуття вченого ступеня кандидата юридичних наук, 2 дисертації на здобуття вченого ступеня доктора юридичних наук.
Автор 5 монографій,,,, та понад 140 наукових праць,,,.,
Заступник голови редакційної колегії редактора Науково-практичного журналу «Право та юстиція», член редакційної колегії Фахового видання журналу «Публічне право», Фахового видання журналу «Криміналістика та судова експертиза».
Інша діяльність.
- Адвокат[14]
- свідоцтво на право на зайняття нотаріальною діяльністю свідоцтво № 2640 1997р